# Bisera Alikadić
Bisera Alikadić (n. 8 februarie 1939, Podhum⁠(d), Federația Bosniei și Herțegovinei, Bosnia și Herțegovina) este o poetă și o scriitoare bosniacă contemporană, cel mai bine cunoscută pentru cărțile  sale de poezie Larva și Krug (Cercul). Ea a scris mai multe romane de dragoste, dar și câteva cărți pentru copii. Ea a fost una dintre primele femei bosniace care au publicat romane de dragoste. 

## Biografie
Alikadić s-a născut la 8 februarie 1939 în satul Podhum, lângă Livno, în Bosnia și Herțegovina.
În literatura sud-est europeană, Bisera Alikadić a apărut în anii 1970. Expresia sa literară este influențată de noțiunile poeziei moderne și nu se bazează pe tradiția literară bosniacă clasică. Versurile sunt în mare parte libere, iar rima este aproape nedefinită. Temele despre care scrie adesea Bisera Alikadic sunt femeile și singurătatea într-un oraș mare. Poezia ei descrie un mediu urban în care se declanșează o adevărată criză de identitate a societății moderne în Bosnia de la sfârșitul anilor 1970.
În 1974 a publicat Larva, iar în 1983 romanul Krug și volumul de povestiri pentru copii Kraljica iz dvorišta (Regina curții). În 1991 a apărut un nou volum de povestiri pentru copii Tačkasti padobran (Parașuta punctată).
Cărțile ei Grad hrabrost (română: Orașul curajului, 1995) și Knjiga vremena (română: Cartea timpului, 1999) exprimă lupta orașului Saraievo în timpul războiului bosniac din anii 1990. 
Este membră a Asociației Scriitorilor din Bosnia și Herțegovina. Cărțile și poeziile sale au fost traduse în limbile engleză, germană, franceză, macedoneană, albaneză, turcă și italiană. 
La 4 decembrie 2014, un portret literar al autoarei Alikadić a fost introdus în Muzeul de Literatură și Arte Speciale din Bosnia și Herțegovina.
Bisera Alikadić locuiește și lucrează la Saraievo.

## Premii
Bisera Alikadić a primit mai multe onoruri pentru munca sa, ca de exemplu Zlatni broš za umjetnost (cu sensul de Broșa din aur pentru artă) în 1999 din partea revistei Žena 21 (Femeia 21)  sau  premiul Skender Kulenović  pentru realizări literare remarcabile în 2003.